# St Athernase Church

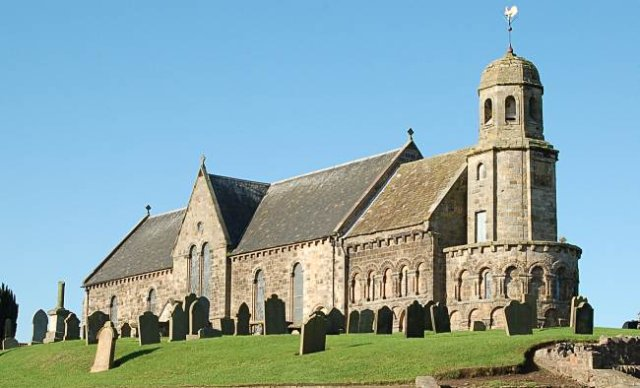
St Athernase Church

Die St Athernase Church ist ein Kirchengebäude der presbyterianischen Church of Scotland in der schottischen Ortschaft Leuchars in der Council Area Fife. 1973 wurde das Bauwerk als Einzeldenkmal in die schottischen Denkmallisten in der höchsten Denkmalkategorie A aufgenommen.

## Geschichte
Vermutlich um das Jahr 900 wurde am Standort eine Kapelle errichtet. Der Bau der heutigen St Athernase Church erstreckt sich über fast acht Jahrhunderte. Die vermutlich zwischen 1183 und 1187 errichtete Ecclesia de Lochres wurde der St Andrews Priory unterstellt. David of Bernham, Bischof von St Andrews, konsekrierte die Kirche im Jahre 1244 und weihte sie dem lokalen Heiligen Athanasius, auch Ethernesc (nicht Athanasius der Große), über den wenig bekannt ist. Athanasius lebte im 6. Jahrhundert und war vermutlich ein Zeitgenosse Columbans. Im Laufe der folgenden Jahrhunderte wurde das Kirchengebäude zahlreiche Male überarbeitet und erweitert. Von der ursprünglichen Kirche stammen heute noch der Chor sowie die Apsis. Der Glockenturm wurde 1745 ergänzt. Das heutige Langhaus stammt weitgehend aus dem Jahre 1857. Zum Bau wurde Sandstein aus einem lokalen Steinbruch verwendet. Weitere Restaurierungsarbeiten führte Reginald Fairlie zu Beginn des 20. Jahrhunderts aus.

## Beschreibung
Die St Athernase Church steht auf einer Anhöhe an der Main Street nördlich des Ortszentrums. Sie zählt zu den architektonisch wertvollsten romanischen Bauten in Schottland. Das ursprüngliche Kirchengebäude, der heutige Chor, nahm eine Fläche von etwa 6 m × 5,5 m ein. Zwei Ordnungen von Blendarkaden zieren Chor und Apsis. Sie wurden im Jahre 1858 wiederhergestellt. Die Apsis ist als Glockenturm mit geschwungener Haube fortgeführt. Die einschiffige Saalkirche wurde im Laufe des 19. Jahrhunderts rekonstruiert, wobei an der Nordflanke ältere Fragmente miteinbezogen wurden. Im Innenraum finden sich groteske Fratzen und Monsterdarstellungen, welche nicht zu den christlichen Motiven zählen, sondern auf die nordische Tradition und Mythologie zurückgehen. Ähnliche Arbeiten wurden zwischen 1120 und 1150 gefertigt.